# وليم ألكسندر كاروثرز
وليم ألكسندر كاروثرز (بالإنجليزية: William Alexander Caruthers)‏ (1802، مقاطعة روكبريج في الولايات المتحدة - 1846، سافانا في الولايات المتحدة)؛ روائي أمريكي.